# Believe Digital
Believe SAS (МФА: [bɪˈliːv]; также Believe Digital, Believe Distribution Services и Believe Music) — французская компания в области дистрибуции музыки, работающая в 50 странах мира, включая Россию.
В группу компаний Believe входят: TuneСore — цифровой дистрибьютор музыки для независимых артистов, а также лейблы Nuclear Blast, Naïve, Groove Attack и AllPoints.
10 июня 2021 года Believe объявила об успешном выходе на IPO.

## История
Believe был основан в 2005 году Дени Ладегайльери, Арно Кьярамонти и Николя Лаклиасом. Хотя основная штаб-квартира компании располагается в Париже, юридически компания находится в Люксембурге, предположительно в целях меньшей уплаты налогов.

### Рост
Believe приобрел американский сервис распространения независимых исполнителей TuneCore в апреле 2015 года. Расширение Believe Digital было вызвано инвестициями в размере 60 млн $, сделанными Technology Crossover Ventures (TCV) и XAnge. В августе 2016 года компания приобрела французский независимый лейбл Naive Records за 10 миллионов евро и возобновила выпуск лейблом новых записей на физических компакт-дисках в 2017 году.
В сентябре 2018 года Believe приобрел 49 % акций французского инди-лейбла Tôt ou tard у Wagram Music. В октябре 2018 года Believe приобрел контрольный пакет акций немецкого лейбла Nuclear Blast.
Согласно новостным сообщениям, Believe прогнозировал, что в 2019 году выручка компании достигнет 700 миллионов евро, в то же время предоставляя и распространяя услуги дистрибьюции музыки 1,5 миллионам артистов. По оценкам, к концу 2019 года в нем будет работать 1200 сотрудников по всему миру.
Компания активно развивает рынки цифровой музыки, такие как Россия и Индия. Так, например, Believe являлся дистрибьютором российского лейбла Zhara Music. В марте 2021 года Zhara была выкуплена Warner Music Group и стала российским подразделением лейбла Atlantic Records.
В 2019 году Believe приобрел Entco, специализирующуюся на производстве живых мероприятий, в Мумбаи и переименовал компанию в Believe Entertainment.

## Дивизии и подкомпании
- Nuclear Blast
- TuneCore
- Believe Distribution Services
- Believe Entertainment
- Believe Live

## Дистрибуция лейблов
Россия
- Gazgolder
- Black Star
- Make It Music
- Hajime Records
- SilentTrap
- RAAVA Music
- Decay Records
- Zhara Music (2018-2021)
- Musica36 (2019-2022)
- Illusione
- Firect Music
- Dead Dynasty

 Англия
- Eessa

## Награды
В сентябре 2019 года французское правительство определило Believe как один из 40 самых многообещающих французских стартапов с индексом French Tech Next40.
В октябре 2019 года Believe был назван европейской компанией «звездой» на 17-й ежегодной премии Investor Allstars Awards в Лондоне.